# Степанова Вероніка Сергіївна
Вероніка Сергіївна Степанова (4 січня 2001 , Єлізово, Камчатська область ) — російська лижниця, олімпійська чемпіонка 2022 року.

## Виступи на Олімпійських іграх
| Рік  | Вік | 10 км | Скіатлон 15 км | 30 км мас-старт | Спринт | Естафета 4 × 5 км | Командний спринт |
| ---- | --- | ----- | -------------- | --------------- | ------ | ----------------- | ---------------- |
| 2022 | 21  | —     | —              | —               | 7      | Золото            | —                |